# Nonio
Nonio (Gnugn [ɲyɲ]  in lombardo) è un comune italiano di 829 abitanti della provincia del Verbano-Cusio-Ossola, sovrastante la sponda occidentale del lago d'Orta. Sono presenti, nel territorio comunale, alcune cave di serpentino. La chiesa parrocchiale è dedicata a san Biagio martire.

## Geografia fisica

### Introduzione
Nonio è un comune situato nella regione Piemonte, nella provincia del Verbano-Cusio-Ossola. Affacciato sul suggestivo Lago d'Orta, il comune offre una varietà di caratteristiche geografiche che spaziano dalle rive del lago alle colline e ai boschi circostanti. La sua geografia fisica è determinante per il clima, la flora, la fauna e le attività umane della zona.

### Posizione geografica
Nonio si trova nella parte nord-orientale del Piemonte, a circa 70 km a nord-ovest di Milano e a 40 km a sud-ovest di Verbania, capoluogo della provincia del Verbano-Cusio-Ossola. Il comune è situato sulle sponde occidentali del Lago d'Orta, uno dei laghi più pittoreschi del Piemonte.

### Altitudine e territorio
L'altitudine del comune di Nonio varia dai 290 metri s.l.m. sulle rive del Lago d'Orta fino a circa 900 metri s.l.m. nelle aree collinari e montuose che circondano il borgo. Questa variazione altimetrica contribuisce alla diversità dei paesaggi e delle microclimatiche all'interno del territorio comunale.

### Idrografia
Il Lago d'Orta è l'elemento idrografico più significativo per Nonio. Il lago è di origine glaciale ed è caratterizzato da acque limpide e tranquille. Ha una superficie di circa 18,2 km² e una profondità massima di circa 143 metri. Le rive del lago offrono numerose insenature e punti panoramici. Altri corsi d'acqua minori, come torrenti e ruscelli, attraversano il territorio di Nonio, alimentati dalle precipitazioni e dallo scioglimento delle nevi delle aree montane.

### Clima
Nonio gode di un clima temperato, influenzato dalla presenza del Lago d'Orta. Le temperature sono generalmente miti, con inverni freddi ma non rigidi ed estati calde ma non torride. La presenza del lago contribuisce a mitigare le temperature estive e a ridurre l'umidità. Le precipitazioni sono distribuite durante tutto l'anno, con picchi nei mesi autunnali e primaverili.

### Flora e fauna
La diversità altimetrica e climatica di Nonio favorisce una ricca varietà di flora e fauna. Nelle aree collinari e montuose, i boschi sono composti prevalentemente da latifoglie come castagni, querce e faggi, mentre nelle zone più alte si trovano conifere come abeti e larici. La vegetazione lungo le rive del lago è caratterizzata da canneti e arbusti.
La fauna locale include diverse specie di mammiferi come volpi, cinghiali, caprioli e lepri. Gli uccelli sono particolarmente numerosi, con specie acquatiche come anatre e cigni che frequentano il lago, e rapaci come poiane e falchi nelle aree più elevate. La fauna ittica del Lago d'Orta è composta da diverse specie di pesci, tra cui trote, persici e lucci.
Nella frazione di Brolo è inoltre presente una notevole popolazione felina, tale che il gatto domestico è stato elevato a emblema dell'identità collettiva del borgo.

### Geologia
Il territorio di Nonio è caratterizzato da una composizione geologica variegata. La zona lacustre è formata principalmente da depositi alluvionali e sedimenti lacustri. Le aree collinari e montuose sono prevalentemente composte da rocce metamorfiche e magmatiche, tra cui gneiss, graniti e scisti. La presenza di queste rocce contribuisce alla formazione di suoli fertili che favoriscono l'agricoltura e la viticoltura locali.

### Paesaggio
Il paesaggio di Nonio è dominato dalla bellezza naturale del Lago d'Orta, circondato da colline e boschi. Le sponde del lago offrono scorci panoramici con viste spettacolari sulle acque tranquille e sulle montagne circostanti. Le aree collinari e montuose sono attraversate da sentieri escursionistici che permettono di esplorare la natura incontaminata e di godere di panorami mozzafiato.

## Storia

### Origini e storia antica
Le origini di Nonio risalgono all'epoca romana, come testimoniato da vari ritrovamenti archeologici nella zona. Il nome stesso del comune deriva probabilmente da una famiglia romana, i "Nonii", che possedevano terre in questa area. Durante il periodo romano, la regione era attraversata da importanti vie di comunicazione che collegavano la Pianura Padana con le vallate alpine, favorendo lo sviluppo di insediamenti stabili.

### Medioevo
Durante il Medioevo, Nonio fece parte del dominio dei Conti di Crusinallo e, successivamente, dei Vescovi di Novara. La posizione strategica del borgo, che dominava il lago d'Orta, lo rendeva un punto di osservazione e difesa importante. In questo periodo furono costruite diverse fortificazioni, di cui oggi restano poche tracce. La vita della comunità era fortemente influenzata dalla Chiesa, che possedeva molte delle terre circostanti.

### Età moderna
Nel corso del Rinascimento, Nonio, come molti altri comuni del Piemonte, subì l'influenza delle guerre e delle contese tra i Savoia e gli Spagnoli. Tuttavia, nonostante le difficoltà, il borgo mantenne una certa prosperità grazie all'agricoltura e alla pesca nel lago d'Orta.

### Secoli XVIII e XIX
Il Settecento e l'Ottocento videro Nonio attraversare periodi di relativa tranquillità e sviluppo economico. L'area iniziò a beneficiare delle prime forme di industrializzazione, in particolare con la lavorazione del ferro e la produzione di utensili, attività che caratterizzano ancora oggi la regione del Cusio. La costruzione di nuove vie di comunicazione favorì ulteriormente lo sviluppo commerciale del comune.

### XX secolo
Il Novecento fu un secolo di grandi cambiamenti per Nonio. Durante la Prima e la Seconda Guerra Mondiale, il comune, come il resto d'Italia, affrontò momenti difficili, ma seppe riprendersi nel dopoguerra. Negli anni '50 e '60, con il boom economico, ci fu un aumento della popolazione e una trasformazione dell'economia locale, con una progressiva diminuzione delle attività agricole e un incremento del settore terziario.

### Oggi
Al giorno d'oggi Nonio conta circa 800 abitanti. La sua economia è basata principalmente sul turismo, grazie alla bellezza naturale del lago d'Orta e alla vicinanza con importanti località turistiche come Orta San Giulio e Omegna. Nonio conserva ancora il suo carattere di borgo antico, con strette viuzze, case in pietra e una chiesa parrocchiale dedicata a San Biagio, risalente al XVII secolo.

### Patrimonio culturale e attrazioni
Nonio è ricco di attrazioni storiche e naturali. Tra i luoghi d'interesse si trovano:
- Chiesa di San Biagio: costruita nel XVII secolo, rappresenta un esempio tipico dell'architettura religiosa della zona.
- Lago d'Orta: uno dei laghi più pittoreschi d'Italia, con acque limpide e una vegetazione rigogliosa.
- Antiche vie di commercio: percorsi storici che collegavano il borgo con le altre località del Cusio e delle valli circostanti.

### Simboli
Lo stemma e il gonfalone sono stati concessi con decreto del presidente della Repubblica del 27 marzo 1974.
Il gonfalone è un drappo di rosso.

## Punti d'interesse

### Introduzione
Nonio, situato sulle rive del suggestivo Lago d'Orta, è un comune del Piemonte che offre una ricca varietà di attrazioni storiche, culturali e naturali. Pur essendo un piccolo borgo, Nonio vanta numerosi punti d'interesse che testimoniano la sua lunga e affascinante storia.

### Chiesa parrocchiale di San Biagio
Uno dei principali punti d'interesse di Nonio è la Chiesa parrocchiale di San Biagio, risalente al XVII secolo. Questa chiesa rappresenta un importante esempio di architettura religiosa locale. Al suo interno, i visitatori possono ammirare affreschi e opere d'arte sacra che riflettono la devozione e l'arte sacra dell'epoca.

### Chiesa di San Martino
Situata nella frazione di Brolo, la Chiesa di San Martino è un altro significativo edificio religioso del comune. Questa chiesa, di origini medievali, è nota per i suoi affreschi e la sua architettura semplice ma affascinante. La sua posizione panoramica offre anche una vista mozzafiato sul Lago d'Orta.

### Lago d'Orta
Il Lago d'Orta è senza dubbio una delle principali attrazioni naturali di Nonio. Questo lago, conosciuto per le sue acque cristalline e l'ambiente tranquillo, è un luogo ideale per passeggiate, escursioni in barca e picnic. Le sponde del lago offrono numerosi punti panoramici da cui si possono godere viste spettacolari.

### Sentieri e passeggiate
Nonio è circondato da una rete di sentieri escursionistici' che permettono di esplorare la bellezza naturale della regione. Uno dei percorsi più noti è quello che conduce al Monte San Bernardo, da cui si gode una vista panoramica sul lago e sulle montagne circostanti. Questi sentieri sono adatti a escursionisti di tutti i livelli e offrono la possibilità di immergersi nella natura incontaminata.

### Antiche vie di commercio
Il comune conserva tracce delle antiche vie di commercio che attraversavano la regione. Questi percorsi storici, utilizzati per secoli da mercanti e viaggiatori, sono oggi un'attrazione affascinante per gli appassionati di storia e per chi ama le passeggiate storiche.

### Architettura tradizionale
Nonio è caratterizzato da un'architettura tradizionale ben conservata. Le case in pietra, con i loro tetti in ardesia e le strette viuzze, offrono uno spaccato autentico della vita in un borgo piemontese. Passeggiando per le strade di Nonio, si possono osservare edifici storici e dettagli architettonici che raccontano la storia del luogo.

### Eventi e tradizioni
Il comune di Nonio ospita diverse feste e tradizioni locali che attirano visitatori da tutta la regione. Tra questi, la festa patronale di San Biagio, che si celebra con processioni religiose, eventi culturali e mercati, è uno degli appuntamenti più attesi dell'anno.

### Museo della civiltà contadina
Nonio ospita anche un Museo della civiltà contadina, dove i visitatori possono scoprire gli antichi mestieri e le tradizioni agricole della zona. Questo museo offre un'interessante panoramica sulla vita rurale di un tempo, esponendo attrezzi agricoli, utensili domestici e fotografie storiche.

## Società

### Evoluzione demografica
Abitanti censiti

## Economia

### Introduzione
Nonio è un piccolo comune situato nella regione Piemonte, in provincia del Verbano-Cusio-Ossola, affacciato sul Lago d'Orta. Nonostante le sue dimensioni ridotte, l'economia di Nonio è variegata e si basa su diverse attività che riflettono le caratteristiche geografiche e culturali del territorio.

### Settore primario: agricoltura e allevamento
Storicamente, l'economia di Nonio è stata dominata dall'agricoltura e dall'allevamento. La presenza di terreni fertili e il clima mite del Lago d'Orta hanno favorito lo sviluppo di coltivazioni agricole. I principali prodotti agricoli includono:
- Viti e vini: Lla viticoltura è una delle attività agricole tradizionali, con la produzione di vini locali di qualità.
- Coltivazioni di frutta: mele, pere e altre varietà di frutta sono coltivate nella zona, contribuendo all'economia locale.
- Oliveti: anche se meno diffusa rispetto ad altre regioni italiane, la coltivazione di olive è presente e produce olio extravergine di oliva.

L'allevamento, sebbene meno rilevante rispetto al passato, continua a essere praticato, principalmente a livello familiare, con la produzione di carne, latte e formaggi.

### Settore secondario: industria e artigianato
Il settore industriale di Nonio è caratterizzato principalmente da piccole e medie imprese. Tra le attività più rilevanti troviamo:
- Lavorazione del metallo: Nonio fa parte del distretto del Cusio, noto per la produzione di casalinghi e utensili in metallo. Diverse aziende locali sono specializzate nella lavorazione dell'acciaio inossidabile e di altri metalli, producendo pentole, posate e altri articoli per la casa.
- Artigianato: l'artigianato ha una lunga tradizione a Nonio, con la produzione di oggetti in legno, ceramica e tessuti. Questi prodotti artigianali non solo supportano l'economia locale, ma rappresentano anche una parte importante del patrimonio culturale della regione.

### Industria
Nel territorio è presente la centrale elettrica per la produzione di energia.

### Settore terziario: servizi e turismo
Il settore terziario è diventato sempre più importante per l'economia di Nonio negli ultimi decenni, con una crescita significativa del turismo e dei servizi associati.

#### Turismo
Nonio è una meta turistica apprezzata per la sua bellezza naturale e la sua tranquillità. Le principali attrazioni turistiche includono:
- Lago d'Orta: le attività legate al lago, come escursioni in barca, pesca e nuoto, attirano visitatori durante tutto l'anno.
- Sentieri escursionistici: i percorsi panoramici e le escursioni nei boschi e sulle colline circostanti sono molto apprezzati dagli amanti della natura e del trekking.
- Patrimonio culturale: monumenti storici, come la Chiesa di San Biagio e la Chiesa di San Martino, insieme ai musei locali, attirano turisti interessati alla storia e alla cultura.

Le strutture ricettive, come bed & breakfast, agriturismi e ristoranti, hanno visto una crescita, offrendo posti di lavoro e contribuendo all'economia locale.

#### Servizi
Oltre al turismo, il settore dei servizi include anche attività commerciali, servizi di assistenza sanitaria, istruzione e trasporti. Questi servizi supportano la popolazione residente e migliorano la qualità della vita nel comune.

### Innovazione e sostenibilità
Negli ultimi anni, Nonio ha iniziato a investire in progetti di innovazione e sostenibilità. Tra questi:
- Energia rinnovabile: l'installazione di pannelli solari e l'uso di altre fonti di energia rinnovabile sono in crescita, riducendo l'impatto ambientale delle attività locali.
- Agricoltura sostenibile: gli agricoltori stanno adottando pratiche agricole sostenibili per preservare l'ambiente e migliorare la qualità dei prodotti.

### Conclusione
L'economia di Nonio è un mix equilibrato di agricoltura, industria artigianale, turismo e servizi. Questo equilibrio ha permesso al comune di mantenere una solida base economica, pur conservando il suo carattere tradizionale e la sua bellezza naturale. Con un'attenzione crescente verso l'innovazione e la sostenibilità, Nonio è ben posizionata per affrontare le sfide future e continuare a prosperare come comunità.

## Amministrazione
Di seguito è presentata una tabella relativa alle amministrazioni che si sono succedute in questo comune.
| Periodo        | Periodo        | Primo cittadino       | Partito                           | Carica  | Note  |
| -------------- | -------------- | --------------------- | --------------------------------- | ------- | ----- |
| 24 aprile 1995 | 14 giugno 1999 | Giovanni Bertone      | lista civica                      | Sindaco | [ 7 ] |
| 14 giugno 1999 | 14 giugno 2004 | Giovanni Bertone      | lista civica                      | Sindaco | [ 7 ] |
| 14 giugno 2004 | 8 giugno 2009  | Mauro Covini          | lista civica                      | Sindaco | [ 7 ] |
| 8 giugno 2009  | 26 maggio 2014 | Mauro Covini          | lista civica                      | Sindaco | [ 7 ] |
| 26 maggio 2014 | 27 maggio 2019 | Pierugo Piralli       | lista civica Castèl cregn qualba  | Sindaco | [ 7 ] |
| 27 maggio 2019 | in carica      | Piero Ernesto Minazzi | lista civica Per Nonio-Brolo-Oira | Sindaco |       |

### Altre informazioni amministrative
Il comune faceva parte della Comunità montana Due Laghi, Cusio Mottarone e Val Strona.